# Surrender Your Poppy Field
Surrender Your Poppy Field is het 30e studioalbum van de Amerikaanse indierockband Guided by Voices. Het album werd uitgebracht op 20 februari 2020. Het album werd opgenomen in de studio's Magic Door en Serious Business Music. Travis Harrison verzorgde de productie. Surrender Your Poppy Field is het 6e album sinds de heroprichting van de band in 2016.

## Ontvangst
Het album werd door Mark Deming van AllMusic omschreven als afwijkend van de voorgaande vijf in die zin dat het album ruimte zoekt voor zowel de lo-fi pop die de band in de jaren 90 speelde als de progrock van later werk. Het viel Michael Joshua Rowin van Slant op dat de nummers Arthur Has Business Elsewhere, Steely Dodgers en Andre The Hawk in "waltz time" geschreven zijn en carnavalesk aandoen. Alex Whetham van Exclaim! schreef dat de band altijd klinkt alsof de muziek gemaakt wordt voor het plezier en dat Surrender Your Poppy Field daar geen verandering in brengt: "(...) if there is one facet of the group that has always been consistent, it's that they always sound like they make music for the pure joy of it. And on Surrender Your Poppy Field, this continues to work to their benefit."

## Tracklist
Alle muziek en teksten zijn geschreven door Robert Pollard. 
| Nr. | Titel                         | Duur |
| --- | ----------------------------- | ---- |
| 1.  | Year Of The Hard Hitter       | 4:02 |
| 2.  | Volcano                       | 3:06 |
| 3.  | Queen Parking Lot             | 1:29 |
| 4.  | Arthur Has Business Elsewhere | 2:55 |
| 5.  | Cul De Sac Kids               | 2:36 |
| 6.  | Cat Beats a Drum              | 2:38 |
| 7.  | Windjammer                    | 2:40 |
| 8.  | Steely Dodger                 | 2:44 |
| 9.  | Stone Cold Moron              | 2:31 |
| 10. | Physician                     | 3:37 |
| 11. | Man Called Blunder            | 2:50 |
| 12. | Woah Nelly                    | 1:01 |
| 13. | Andre The Hawk                | 2:01 |
| 14. | Always Gone                   | 1:37 |
| 15. | Next Sea Level                | 3:07 |

## Bezetting
- Robert Pollard, zang
- Doug Gillard, gitaar
- Bobby Bare jr., gitaar
- Mark Shue, bas
- Kevin March, drums